# Kaun Banega Crorepati
Kaun Banega Crorepati (хинди कौन बनेगा करोड़पति, букв. «Кто хочет выиграть 10 миллионов») — индийская телеигра, является локальной версией одной из самых популярных телевизионных игр в мире «Who Wants to Be a Millionaire?». Выходит с 2000 года. Ведущие — Амитабх Баччан (2000-2006, c 2010) и Шахрух Хан (2007). Диалоги между участниками и ведущим ведутся на хинди. В Индии также есть несколько региональных версий телеигры, рассчитанные на аудиторию, говорящую на других языках.

## Формат
Главный приз в первом сезоне составлял 10 000 000 индийских рупий (1 крор). Во втором сезоне, вышедшем спустя четыре года, денежное дерево претерпело изменение, главный приз увеличился в 2 раза (20 000 000 индийских рупии). В 2010 году количество вопросов сократили с 15 до 13, а приз увеличили до 50 миллионов (5 крор). С 15 августа 2011 по 2013 игроки стали выбирать несгораемую сумму или рискованный вариант игры, а в 2012 году, в какой-то период эфирного времени участники стали дарить небольшие подарки Баччану (от еды до портретов) по аналогии с российской телеигрой Поле чудес.
С сентября 2013 года произошли большие изменения в программе: количество вопросов стало снова 15, вместо «Права на ошибку» и «Помощи эксперта» вернулись подсказки «50 на 50» и «Замена вопроса», добавлена новая подсказка «Power Paplu» — с ее помощью участник может воспользоваться любой недействительной подсказкой повторно. Главный приз стал 70 миллионов индийских рупии (7 крор). Также произошёл ребрендинг студии: она стала сильно отличаться от классической британской. Изменились правила отборочного тура: победитель был известен после 3 вопросов. Остались только часовой формат и ведущий.
С 18 августа 2014 года некоторые правила были упразднены: вернулась подсказка «Право на ошибку» вместо подсказки «50 на 50», упразднена подсказка «Power Paplu», а вместо подсказки «Замена вопроса» появилась подсказка «Три мудреца», также из денежного дерева был убран 1 вопрос (стоимость которого была 50 000 000 индийских рупии), а также вернули классический отборочный тур, использовавшийся с 2000 по 2013 годы.
С 28 августа 2017 года стартовал 9-й сезон телеигры, а 3 дня назад был показан выпуск лучших моментов за 17 лет существования шоу. Студия снова похожа на британскую, но с элементами прошлой студии. Дерево игры похожа на австралийскую версию 2007 года.
С 3 сентября 2018 года стартовал юбилейный 10 сезон телеигры. Сильных изменений не произошло, но «Звонок другу» был заменен на «Помощь эксперта». Также в программе впервые за всю историю мировых версий Who Wants to Be a Millionaire? стали использоваться голографические 3D-элементы графики (логотип KBC в начале выпуска, представление игроков с картой Хиндустана, а также 3D-элементы денежного дерева и подсказок).
С 16 августа 2019 года стартует 11 сезон программы. Изменена графика, заставка и музыкальное оформление. Подсказка «Партнёр» заменена на «Замену вопроса».
В 2022 году к 75-летию независимости Индии главный приз был увеличен до 75 000 000 рупий, а количество вопросов увеличено до 17.
В сезоне есть 3 подсказки.
| Вопрос | Сумма выигрыша за правильный ответ | Сумма выигрыша за правильный ответ | Сумма выигрыша за правильный ответ | Сумма выигрыша за правильный ответ | Сумма выигрыша за правильный ответ | Сумма выигрыша за правильный ответ | Сумма выигрыша за правильный ответ |  |
| Вопрос | 2000 — 2001 годы                   | 2005 — 2007 годы                   | 2010 — 2013 годы                   | 2013 год                           | 2014 год                           | 2017-2021 годы                     | c 2022 года                        |  |
| ------ | ---------------------------------- | ---------------------------------- | ---------------------------------- | ---------------------------------- | ---------------------------------- | ---------------------------------- | ---------------------------------- |  |
| 17     | —                                  | —                                  | —                                  | —                                  | —                                  | —                                  | 75 000 000 рупий                   |  |
| 16     | —                                  | —                                  | —                                  | —                                  | —                                  | 70 000 000 рупий                   | 10 000 000 рупий                   |  |
| 15     | 10 000 000 рупий                   | 20 000 000 рупий                   | —                                  | 70 000 000 рупий                   | —                                  | 10 000 000 рупий                   | 7 500 000 рупий                    |  |
| 14     | 5 000 000 рупий                    | 10 000 000 рупий                   | —                                  | 50 000 000 рупий                   | 70 000 000 рупий                   | 5 000 000 рупий                    | 5 000 000 рупий                    |  |
| 13     | 2 500 000 рупий                    | 5 000 000 рупий                    | 50 000 000 рупий                   | 30 000 000 рупий                   | 30 000 000 рупий                   | 2 500 000 рупий                    | 2 500 000 рупий                    |  |
| 12     | 1 250 000 рупий                    | 2 500 000 рупий                    | 10 000 000 рупий                   | 10 000 000 рупий                   | 10 000 000 рупий                   | 1 250 000 рупий                    | 1 250 000 рупий                    |  |
| 11     | 640 000 рупий                      | 1 250 000 рупий                    | 5 000 000 рупий                    | 5 000 000 рупий                    | 5 000 000 рупий                    | 6 40 000 рупий                     | 640 000 рупий                      |  |
| 10     | 320 000 рупий                      | 640 000 рупий                      | 2 500 000 рупий                    | 2 500 000 рупий                    | 2 500 000 рупий                    | 320 000 рупий                      | 320 000 рупий                      |  |
| 9      | 160 000 рупий                      | 320 000 рупий                      | 1 250 000 рупий                    | 1 250 000 рупий                    | 1 250 000 рупий                    | 160 000 рупий                      | 160 000 рупий                      |  |
| 8      | 80 000 рупий                       | 160 000 рупий                      | 640 000 рупий                      | 640 000 рупий                      | 640 000 рупий                      | 80 000 рупий                       | 80 000 рупий                       |  |
| 7      | 40 000 рупий                       | 80 000 рупий                       | 320 000 рупий                      | 320 000 рупий                      | 320 000 рупий                      | 40 000 рупий                       | 40 000 рупий                       |  |
| 6      | 20 000 рупий                       | 40 000 рупий                       | 160 000 рупий                      | 160 000 рупий                      | 160 000 рупий                      | 20 000 рупий                       | 20 000 рупий                       |  |
| 5      | 10 000 рупий                       | 20 000 рупий                       | 80 000 рупий                       | 80 000 рупий                       | 80 000 рупий                       | 10 000 рупий                       | 10 000 рупий                       |  |
| 4      | 5 000 рупий                        | 10 000 рупий                       | 40 000 рупий                       | 40 000 рупий                       | 40 000 рупий                       | 5 000 рупий                        | 5 000 рупий                        |  |
| 3      | 3 000 рупий                        | 5 000 рупий                        | 20 000 рупий                       | 20 000 рупий                       | 20 000 рупий                       | 3 000 рупий                        | 3 000 рупий                        |  |
| 2      | 2 000 рупий                        | 3 000 рупий                        | 10 000 рупий                       | 10 000 рупий                       | 10 000 рупий                       | 2 000 рупий                        | 2 000 рупий                        |  |
| 1      | 1 000 рупий                        | 1 000 рупий                        | 5 000 рупий                        | 5 000 рупий                        | 5 000 рупий                        | 1 000 рупий                        | 1 000 рупий                        |  |

### Подсказки
С 2000:
- «50 на 50» — компьютер убирает два неверных варианта.
- «Помощь зала» — каждый зритель в студии голосует за правильный, на его взгляд, ответ и игроку предоставляется статистика голосования.

С 2000 по 2017, с августа 2022 года
- «Звонок другу» — (видеозвонок) — за 30 секунд участник может позвонить другу и узнать его версию.

С 2005 по 2007, 2013, 2019:
- «Замена вопроса» — игрок может отказаться отвечать на текущий вопрос и будет предложен другой.

С 2010 по 2014:
- «Мнение эксперта» («Expert Advice»)— в роли эксперта могут выступать люди разных профессии. Связь и беседа с игроком устанавливается через ПО «Skype». Вопрос зачитывается ведущим через текст. Время не ограничено (2010-2013).
- «Двойной ответ» — если игрок отвечает неверно, ему дают право назвать второй ответ.

2013:
- «Power Paplu» — смысл этой подсказки в том, что она повторяет подсказку, использованную на предыдущем вопросе. Например, если игрок использовал подсказку «Помощь зала», то имеет возможность использовать эту подсказку во второй раз.

2014:
- «Три мудреца» — в специальной комнате сидят три человека, именуемые "Мудрецами". В течение полуминуты они должны дать игроку ответ, который ближе к правильному.

2017-2018:
- «Партнёр» («Jodidaar») — Болельщик участника должен помочь ответить на вопрос, выходя из зрительной студии. Время на обдумывание остановится и не ограниченно.

2018-2021:
- «Помощь эксперта» («Ask The Expert»)— в роли эксперта могут выступать люди разных профессии. Связь и беседа с игроком устанавливается через видеомессенджер. Вопрос зачитывается ведущим через текст. На обсуждение дается ровно 1 минута (60 секунд).

## Победители
- Харшвардхан Навате, выигрыш 10 000 000 индийских рупий, (2000 год)
- Виджай и Арундхати Рауль, выигрыш 10 000 000 индийских рупий, (2001 год)
- Рави Саини, выигрыш 10 000 000 индийских рупий (2001 год, детский выпуск)
- Сушил Кумар, выигрыш 50 000 000 индийских рупий (2 ноября 2011)
- Санмджит Каур Сахани, выигрыш 50 000 000 индийских рупий (12 января 2013)
- братья Нарула, выигрыш 70 000 000 индийских рупий (20 сентября 2014)

## Крупные проигрыши
- Ганеш Шинде, проигрыш — 4 680 000 индийских рупий (март 2001)
- Прашант Батар, проигрыш — 9 680 000 индийских рупий (9 ноября 2010)

## Интересные факты
- В индийской версии также участвовали школьники.
- Начиная с 5 сезона последние 4 победителя (Сушил Кумар, Санмджит Каур Сахани, а также братья Нарула) выиграли главный приз благодаря подсказке «Двойной ответ» («Право на ошибку»), за исключением 7 сезона (никто не дошел до вопроса стоимостью 70 000 000 рупий, также вместо подсказки «Двойной ответ» использовалась подсказка «50 на 50»).
- Эта версия имела в своё время наибольшее количество подсказок, а именно пять. Причём, каждую из них можно было использовать только один раз за игру, и не выбирать к примеру, четыре из пяти доступных как в российской версии.